# Liste des monuments historiques de Kalmthout
Cette page regroupe l'ensemble des monuments classés de la ville de Kalmthout.
| Objet                                                                  | Statut du classement? | Année de construction/architecte | Section communale | Adresse                 | Coordonnées                      | Numéro d'inventaire | Illustration                  |
| ---------------------------------------------------------------------- | --------------------- | -------------------------------- | ----------------- | ----------------------- | -------------------------------- | ------------------- | ----------------------------- |
| (nl) Landhuis                                                          |                       |                                  | Kalmthout         | Achterbroeksteenweg 69  | 51° 23′ 42″ nord, 4° 28′ 57″ est | 13237               | Téléverser                    |
| (nl) Landhuis                                                          |                       |                                  | Kalmthout         | Achterbroeksteenweg 71  | 51° 23′ 42″ nord, 4° 28′ 57″ est | 13237               | Téléverser                    |
| (nl) Regina Pacis, landhuis                                            |                       |                                  | Kalmthout         | Achterbroeksteenweg 115 | 51° 23′ 45″ nord, 4° 29′ 16″ est | 13238               | Téléverser                    |
| (nl) Woning                                                            |                       |                                  | Kalmthout         | Albert Peeterslei 58    | 51° 23′ 46″ nord, 4° 28′ 05″ est | 13239               | Téléverser                    |
| (nl) De Reiger, landhuis 1934                                          |                       |                                  | Kalmthout         | Berkendreef 14          | 51° 22′ 06″ nord, 4° 28′ 18″ est | 13240               | Téléverser                    |
| (nl) XIX Woonstalhuis                                                  |                       |                                  | Kalmthout         | Blikstraat 82           | 51° 27′ 02″ nord, 4° 31′ 34″ est | 13241               | Téléverser                    |
| (nl) Uitgeverij Biblo, bedrijfscomplex                                 |                       |                                  | Kalmthout         | Brasschaatsteenweg 308  | 51° 21′ 33″ nord, 4° 30′ 21″ est | 13243               | Téléverser                    |
| (nl) Karrekiet, zomerhuisje                                            |                       |                                  | Kalmthout         | Canadezenlaan 59        | 51° 21′ 44″ nord, 4° 27′ 09″ est | 13244               | Téléverser                    |
| (nl) Woningen 1932 en 1933                                             | Oui                   |                                  | Kalmthout         | Canadezenlaan 61        | 51° 21′ 43″ nord, 4° 27′ 08″ est | 13245               | Téléverser                    |
| (nl) Woningen 1932 en 1933                                             | Oui                   |                                  | Kalmthout         | Canadezenlaan 63        | 51° 21′ 43″ nord, 4° 27′ 08″ est | 13245               | Téléverser                    |
| (nl) De Greef, abdijhoeve                                              |                       |                                  | Kalmthout         | De Greef 1              | 51° 24′ 39″ nord, 4° 28′ 16″ est | 13246               | Téléverser                    |
| (nl) De Greef, abdijhoeve                                              |                       |                                  | Kalmthout         | De Greef 3              | 51° 24′ 39″ nord, 4° 28′ 16″ est | 13246               | Téléverser                    |
| (nl) Abdijhoeve Het Hof                                                |                       |                                  | Kalmthout         | Driehoekstraat 27       | 51° 22′ 56″ nord, 4° 28′ 45″ est | 13248               | Téléverser                    |
| (nl) Hoeve                                                             |                       |                                  | Kalmthout         | Driehoekstraat 29       | 51° 22′ 58″ nord, 4° 28′ 51″ est | 13249               | Téléverser                    |
| (nl) Kapel BMV/1866                                                    |                       |                                  | Kalmthout         | Essensteenweg           | 51° 26′ 06″ nord, 4° 30′ 42″ est | 13250               | Téléverser                    |
| (nl) Heiderust en Villa Martha, landhuizen                             |                       |                                  | Kalmthout         | Heidestatiestraat 69    | 51° 21′ 53″ nord, 4° 27′ 44″ est | 13253               | Téléverser                    |
| (nl) Heiderust en Villa Martha, landhuizen                             |                       |                                  | Kalmthout         | Heidestatiestraat 71    | 51° 21′ 53″ nord, 4° 27′ 44″ est | 13253               | Téléverser                    |
| (nl) Landhuis                                                          |                       |                                  | Kalmthout         | Heidestatiestraat 66    | 51° 21′ 54″ nord, 4° 27′ 42″ est | 13254               | Téléverser                    |
| (nl) Hoeve                                                             |                       |                                  | Kalmthout         | Heikantstraat 51        | 51° 22′ 41″ nord, 4° 28′ 55″ est | 13255               | Téléverser                    |
| (nl) Bijenteeltmuseum 1840                                             |                       |                                  | Kalmthout         | Heikantstraat 51        | 51° 22′ 41″ nord, 4° 28′ 55″ est | 13256               | Téléverser                    |
| (nl) Hoeve, woonstalhuis, waterput                                     |                       |                                  | Kalmthout         | Heikantstraat 74        | 51° 22′ 37″ nord, 4° 28′ 55″ est | 13257               | Téléverser                    |
| (nl) Landhuis cottagestijl                                             |                       |                                  | Kalmthout         | Heuvel 39               | 51° 23′ 21″ nord, 4° 27′ 45″ est | 13261               | Téléverser                    |
| (nl) Hoeve                                                             |                       |                                  | Kalmthout         | Heuvel 49               | 51° 23′ 19″ nord, 4° 27′ 36″ est | 13262               | Téléverser                    |
| (nl) Hoeve                                                             |                       |                                  | Kalmthout         | Heuvel 55               | 51° 23′ 17″ nord, 4° 27′ 32″ est | 13263               | Téléverser                    |
| (nl) Parochiekerk Heilig Hart                                          |                       |                                  | Kalmthout         | Heuvel 16               | 51° 23′ 25″ nord, 4° 27′ 48″ est | 13264               | Téléverser                    |
| (nl) Parochiekerk Onze-Lieve-Vrouw Bezoeking en bijstand - Achterbroek |                       |                                  | Kalmthout         | Kapelstraat 1           | 51° 23′ 52″ nord, 4° 30′ 04″ est | 13265               | Téléverser                    |
| (nl) Withof, of Villa Vogelenzang of Het hofken van Biart              |                       |                                  | Kalmthout         | Kapellensteenweg 118    | 51° 23′ 10″ nord, 4° 28′ 30″ est | 13267               | Téléverser                    |
| (nl) Landhuis                                                          |                       |                                  | Kalmthout         | Kapellensteenweg 139    | 51° 23′ 02″ nord, 4° 28′ 32″ est | 13268               | Téléverser                    |
| (nl) Herenwoning                                                       |                       |                                  | Kalmthout         | Kapellensteenweg 152    | 51° 23′ 03″ nord, 4° 28′ 28″ est | 13269               | Téléverser                    |
| (nl) Rijwoning met kapsalon                                            |                       |                                  | Kalmthout         | Kapellensteenweg 173    | 51° 22′ 54″ nord, 4° 28′ 32″ est | 13270               | Téléverser                    |
| (nl) Volkshuis Nieuwe Zakelijkheid 1926                                |                       |                                  | Kalmthout         | Kapellensteenweg 234    | 51° 22′ 46″ nord, 4° 28′ 27″ est | 13271               | Téléverser                    |
| (nl) Cottagevilla                                                      | Oui                   |                                  | Kalmthout         | Kapellensteenweg 410    | 51° 22′ 22″ nord, 4° 28′ 15″ est | 13272               | Téléverser                    |
| (nl) Tuinwijk Vredeburg                                                |                       |                                  | Kalmthout         | Kapellensteenweg 435    | 51° 22′ 11″ nord, 4° 28′ 11″ est | 13273               | Téléverser                    |
| (nl) Tuinwijk Vredeburg                                                |                       |                                  | Kalmthout         | Kapellensteenweg 439    | 51° 22′ 11″ nord, 4° 28′ 11″ est | 13273               | Téléverser                    |
| (nl) Tuinwijk Vredeburg                                                |                       |                                  | Kalmthout         | Kapellensteenweg 441    | 51° 22′ 11″ nord, 4° 28′ 11″ est | 13273               | Téléverser                    |
| (nl) Tuinwijk Vredeburg                                                |                       |                                  | Kalmthout         | Kapellensteenweg 443    | 51° 22′ 11″ nord, 4° 28′ 11″ est | 13273               | Téléverser                    |
| (nl) Tuinwijk Vredeburg                                                |                       |                                  | Kalmthout         | Kapellensteenweg 445    | 51° 22′ 11″ nord, 4° 28′ 11″ est | 13273               | Téléverser                    |
| (nl) Tuinwijk Vredeburg                                                |                       |                                  | Kalmthout         | Kapellensteenweg 447    | 51° 22′ 11″ nord, 4° 28′ 11″ est | 13273               | Téléverser                    |
| (nl) Tuinwijk Vredeburg                                                |                       |                                  | Kalmthout         | Kapellensteenweg 449    | 51° 22′ 11″ nord, 4° 28′ 11″ est | 13273               | Téléverser                    |
| (nl) Tuinwijk Vredeburg                                                |                       |                                  | Kalmthout         | Kapellensteenweg 451    | 51° 22′ 11″ nord, 4° 28′ 11″ est | 13273               | Téléverser                    |
| (nl) Tuinwijk Vredeburg                                                |                       |                                  | Kalmthout         | Kapellensteenweg 453    | 51° 22′ 11″ nord, 4° 28′ 11″ est | 13273               | Téléverser                    |
| (nl) Tuinwijk Vredeburg                                                |                       |                                  | Kalmthout         | Kapellensteenweg 455    | 51° 22′ 11″ nord, 4° 28′ 11″ est | 13273               | Téléverser                    |
| (nl) De Markgraaf, landhuis                                            |                       |                                  | Kalmthout         | Kastanjedreef 57        | 51° 23′ 55″ nord, 4° 27′ 14″ est | 13274               | Téléverser                    |
| (nl) De Markgraaf, landhuis                                            |                       |                                  | Kalmthout         | Kastanjedreef 59        | 51° 23′ 55″ nord, 4° 27′ 14″ est | 13274               | Téléverser                    |
| (nl) De Markgraaf, landhuis                                            |                       |                                  | Kalmthout         | Kastanjedreef 61        | 51° 23′ 55″ nord, 4° 27′ 14″ est | 13274               | Téléverser                    |
| (nl) De Markgraaf, landhuis                                            |                       |                                  | Kalmthout         | Kastanjedreef 63        | 51° 23′ 55″ nord, 4° 27′ 14″ est | 13274               | Téléverser                    |
| (nl) De Markgraaf, landhuis                                            |                       |                                  | Kalmthout         | Kastanjedreef 65        | 51° 23′ 55″ nord, 4° 27′ 14″ est | 13274               | Téléverser                    |
| (nl) Boerenarbeidershuizen, hoeve                                      |                       |                                  | Kalmthout         | Kerkeneind 1            | 51° 22′ 59″ nord, 4° 28′ 32″ est | 13277               | Téléverser                    |
| (nl) Boerenarbeidershuizen, hoeve                                      |                       |                                  | Kalmthout         | Kerkeneind 3            | 51° 22′ 59″ nord, 4° 28′ 32″ est | 13277               | Téléverser                    |
| (nl) Dubbelhuis, gemeentehuis                                          | Oui                   |                                  | Kalmthout         | Kerkeneind 13           | 51° 22′ 59″ nord, 4° 28′ 36″ est | 13278               | (nl) Dubbelhuis, gemeentehuis |
| (nl) Parochiekerk Onze-Lieve-Vrouw-Centrum                             |                       |                                  | Kalmthout         | Kerkeneind              | 51° 22′ 58″ nord, 4° 28′ 38″ est | 13279               | Téléverser                    |
| (nl) Pastorie                                                          | Oui                   |                                  | Kalmthout         | Kerkeneind 21           | 51° 22′ 56″ nord, 4° 28′ 40″ est | 13280               | Téléverser                    |
| (nl) Parochiekerk Onze-Lieve-Vrouw-Hemelvaart-Nieuwmoer                |                       |                                  | Kalmthout         | Kerkstraat              | 51° 25′ 58″ nord, 4° 31′ 07″ est | 13281               | Téléverser                    |
| (nl) Woonstalhuis                                                      |                       |                                  | Kalmthout         | Kijkuitstraat 51        | 51° 22′ 43″ nord, 4° 28′ 05″ est | 13282               | Téléverser                    |
| (nl) Woonstalhuis                                                      |                       |                                  | Kalmthout         | Kijkuitstraat 53        | 51° 22′ 43″ nord, 4° 28′ 05″ est | 13282               | Téléverser                    |
| (nl) Landhuis, ca. 1980                                                |                       |                                  | Kalmthout         | Leeuweriklaan 20        | 51° 22′ 51″ nord, 4° 28′ 05″ est | 13283               | Téléverser                    |
| (nl) Parochiekerk Sint-Jozef-Heide                                     |                       |                                  | Kalmthout         | Max Temmermanlaan       | 51° 21′ 55″ nord, 4° 27′ 33″ est | 13284               | Téléverser                    |
| (nl) Parochiekerk Maria Middelares                                     |                       |                                  | Kalmthout         | Missiehuislei 46        | 51° 21′ 18″ nord, 4° 28′ 21″ est | 13285               | Téléverser                    |
| (nl) Landhuisje Villa Bosch en Hei, dubbelhuisje                       |                       |                                  | Kalmthout         | Nieuwstraat 26          | 51° 22′ 21″ nord, 4° 27′ 43″ est | 13287               | Téléverser                    |
| (nl) Boterbergen, landhuis ca. 1920                                    |                       |                                  | Kalmthout         | Noordeind 97            | 51° 24′ 25″ nord, 4° 27′ 46″ est | 13288               | Téléverser                    |
| (nl) Pastorie van Nieuwmoer                                            |                       |                                  | Kalmthout         | Pastorijhoef 5          | 51° 26′ 08″ nord, 4° 30′ 39″ est | 13289               | Téléverser                    |
| (nl) Hoeve                                                             |                       |                                  | Kalmthout         | Roosendaalsebaan        | 51° 24′ 10″ nord, 4° 29′ 57″ est | 13291               | Téléverser                    |
| (nl) Devotiekapelletje van 1931                                        |                       |                                  | Kalmthout         | Roosendaalsebaan        | 51° 24′ 10″ nord, 4° 29′ 56″ est | 13292               | Téléverser                    |
| (nl) Boerenarbeidershuis                                               |                       |                                  | Kalmthout         | Roosendaalsebaan 119    | 51° 24′ 21″ nord, 4° 29′ 51″ est | 13293               | Téléverser                    |
| (nl) Hoeve P.L. Mous 1864                                              |                       |                                  | Kalmthout         | Roosendaalsebaan 140    | 51° 24′ 34″ nord, 4° 29′ 52″ est | 13295               | Téléverser                    |
| (nl) Basisschool                                                       |                       |                                  | Kalmthout         | Schooldreef 41          | 51° 23′ 43″ nord, 4° 28′ 13″ est | 13296               | Téléverser                    |
| (nl) Station (gare de Kalmthout)                                       |                       |                                  | Kalmthout         | Statieplein             | 51° 23′ 27″ nord, 4° 28′ 01″ est | 13297               | Téléverser                    |
| (nl) Station van het gehucht Heide                                     |                       |                                  | Kalmthout         | Heidestatieplein        | 51° 21′ 53″ nord, 4° 27′ 38″ est | 13298               | Téléverser                    |
| (nl) Pastorie neo-Vlaamse renaissance 1893-95                          |                       |                                  | Kalmthout         | Wuustwezelsteenweg 5    | 51° 25′ 55″ nord, 4° 31′ 07″ est | 13300               | Téléverser                    |
| (nl) Villa Erica met omringend park                                    | Oui                   |                                  | Kalmthout         | Kapellensteenweg 82     | 51° 23′ 23″ nord, 4° 28′ 26″ est | 200493              | Téléverser                    |
| (nl) Kassemse eik                                                      | Oui                   |                                  | Kalmthout         | Cassenboomlaan          | 51° 23′ 16″ nord, 4° 28′ 17″ est | 200768              | Téléverser                    |
| (nl) Synagoge                                                          | Oui                   |                                  | Kalmthout         | Leopoldstraat 38        | 51° 22′ 09″ nord, 4° 28′ 00″ est | 201191              | Téléverser                    |
| (nl) Alleenstaande woning                                              |                       |                                  | Kalmthout         | Groeneweg 29            | 51° 23′ 46″ nord, 4° 28′ 32″ est | 84260               | Téléverser                    |
| (nl) Hoeve met losstaande bestanddelen                                 |                       |                                  | Kalmthout         | Handelaar 6             | 51° 24′ 35″ nord, 4° 29′ 32″ est | 84261               | Téléverser                    |